# Xã Worth, Michigan
Xã Worth (tiếng Anh: Worth Township) là một xã thuộc quận Sanilac, tiểu bang Michigan, Hoa Kỳ. Năm 2010, dân số của xã này là 3.894 người.